# Семенов Владлен Трохимович
Семенов Владлен Трохимович (нар. 27 червня 1940 року — 20 липня 2018 року) — фахівець у галузі архітектури, стратегії розвитку великих міст, заслужений архітектор Української РСР (1990), лауреат Державної премії України в галузі архітектури (1999), академік Української академії архітектури (1992), головний архітектор Харкова (1982–1994), член експертної ради Міжнародної Асамблеї столиць та найзначніших міст (1998), голова Харківської обласної організації Спілки архітекторів України (1975–1985), голова академічної Ради Північно-Східного філіалу Української академії архітектури, заслужений професор (2004) та завідувач кафедри міського будівництва Харківського національного університету міського господарства імені О. М. Бекетова.

## Біографія
Народився Владлен Трохимович 27 червня 1940 року у Полтаві. Батько — Трохим Микитович Семенов, працював машиністом паровоза і тепловоза, майстром-інструктором Полтавського паровозного депо. Мати — Олена Федорівна Семенова, після поранення під час Другої Світової війни отримала інвалідність та була домогосподаркою.
- 1947–1954 рр. — навчався у школі № 2 м. Полтави;
- 1954–1958 рр. — навчався у Полтавському будівельному технікумі транспортного будівництва;
- 1958–1959 рр. — працював майстром-будівельником Новоросійської будівельної дільниці тресту «Новоросійськморбуд» (м. Новоросійськ);
- 1959–1962 рр. — проходив військову службу;
- 1962–1968 рр. — студент факультету «Архітектура громадських та промислових будівель» Харківського інженерно-будівельного інституту;
- 1968–1973 рр. — працює архітектором в інституті «ХарківПромбудНДІпроект», згодом послідовно обіймає посади: керівника групи, заступника головного архітектора Харківської філії «ГіпроНДІавіапром». У 1973 р. призначений головним архітектором цього інституту;
- 1970–1972 рр. — аспірант заочного навчання Київського науково-дослідного інституту теорії історії та перспективних проблем радянської архітектури;
- Із 1972 р. проводив громадську роботу в Харківській обласній організації Спілки архітекторів СРСР, був головою Клубу молодих архітекторів (КМА);
- 1975–1985 рр. — очолював Харківську обласну організацію Спілки архітекторів України;
- У 1977 р. захистив кандидатську дисертацію на тему «Трансформація великопрогінних будівель» і одержав науковий ступінь кандидата архітектури;
- Із 1980 р. почав працювати у Харківському інституті інженерів комунального будівництва на посаді завідувача кафедри архітектури;
- 1985 р. — присвоєно вчене звання доцента;
- 1982–1994 рр. — головний архітектор Харкова;
- 1991 р. — присвоєно вчене звання професора;
- 1993 р. — обраний завідувачем кафедри містобудування (сьогодні кафедра міського будівництва);
- 1997–2011 рр. — проректор з наукової роботи Харківської державної академії міського господарства;
- 2000–2002 рр. — заступник керівника міжнародної програми TACIS «Міський проект»;
- 2002 р. — один із ініціаторів відкриття «Центру Мегаполіс» у Харківській державній академії міського господарства;

## Архітектурна діяльність
У 1968 р., після закінчення навчання у Харківському інженерно-будівельному інституті (факультет «Архітектура громадських та промислових будівель»), Владлен Трохимович розпочав свою трудову та творчу діяльність у «ПромбудНДІпроекті», під час якої брав участь у загальноміському конкурсі проектів Центрального ринку «Трансформований ринок у м. Харкові». Ця робота була відзначена на конкурсі I та II преміями. У 1969 р. ним було розроблено проект «Ангар-моечный пост аэропорта Внуково», який був нагороджений срібною медаллю ВДНГ СРСР. Із 1971 по 1980 рр.
В. Т. Семенова  було призначено заступником, а згодом і головним архітектором Харківського філіалу «ГіпроНІІавіапром». У період з 1975 по 1985 рр. він працює головою Харківської організації Спілки архітекторів України. Вже з 1980 р. Владлен Трохимович стає завідувачем кафедри архітектури у ХІІКБ. Із 1982 по 1994 рр. — член Ради головних архітекторів міст СРСР.
У 1982  В. Т. Семенов був обраний головним архітектором м. Харкова. На цій посаді він працює до 1994 р. Як голова Головного архітектурно-планувального комітету (ГАПК) сприяє видозмінам архітектурного обличчя м. Харкова. У 1986 р. ним було проведено засідання Ради Головних архітекторів столиць республік СРСР, метою якого було доопрацювання Генерального плану м. Харкова. Серед запрошених були: перший заступник голови Держбуду СРСР Л. Вавакін, народні архітектори СРСР М. Уллас, М. Порт, провідні містобудівники м. Києва: М. Дьомін, С. Левітан, М. Христюк та ін. До авторської групи розробників генпланів дев'яти районів
м. Харкова було залучено районних архітекторів. У практиці містобудівного проектування це був перший випадок доведення матеріалів генплану до нижчього ступеню самоврядування.
Після прийняття Постанови ЦК КПРС та Кабінету Міністрів про реалізацію Генерального плану м. Харкова, з'явилася можливість продовжити будівництво Салтівської лінії Харківського метрополітену та розконсервувати будівництво Харківського театру опери та балету (сьогодні Харківський національний академічний театр опери та балету імені М. В. Лисенка). Також, згідно з «Генеральним планом м. Харкова до 2005 р.», у 1986–1990 рр. харків'яни отримали житлові масиви Північної Салтівки й Рогані. Було побудовано перші монолітні житлові будинки у м. Харкові.
Працюючи на посаді головного архітектора м. Харкова, Владлен Трохимович всіляко підтримував молодих архітекторів: давав «зелене світло» на реалізацію проектів, проводив 5-6 щорічних міських конкурсів, які ставали майданчиками для презентації перспективних проектів і згодом реалізовувались у м. Харкові.
У 1999 р. В. Т. Семеновим у співавторстві з архітекторами В. Лівшицом, Ю. Пундиком, В. Усиком було створено проект «Спорткорпус Харківського політехнічного університету», який був удостоєний Державної премії в галузі архітектури.
Владлен Трохимович — автор 45 реалізованих проектів, об'єктів архітектури та містобудування. Головними з них є: Генеральний план м. Харкова (1986 р., 2003 р.); Великопрогінні будівлі Міністерства авіаційної промисловості СРСР у містах Воронежі, Києві, Запоріжжі (побудовані у 1976–1986 рр.); Адміністративно-побутові корпуси із інформаційно-обчислювальними центрами та конференц-залами на підприємствах Міністерства авіаційної промисловості СРСР у містах: Дніпропетровську, Воронежі, Києві, Білій Калитві, Запоріжжі, Тбілісі (побудовані у 1974–1988 рр.); Експериментальні житлові будинки садибного типу у м. Харкові та передмісті; монолітні житлові будівлі у м. Харкові (пр. Перемоги) та м. Полтаві (побудовані у 1989–1993 рр.). Значний внесок В. Т. Семенова у розвиток вітчизняної архітектури було відзначено присвоєнням йому у 1990 р. звання «Заслужений архітектор Української РСР».

## Науково-педагогічна діяльність
Дані архітектурних розробок та проектів стали підґрунтям кандидатської дисертації В. Т. Семенова  на тему «Трансформація великопрогінних будівель», яку він захистив у 1977 р. та одержав науковий ступінь кандидата архітектури.
Наукова новизна роботи полягала в розробці класифікацій функціональних процесів, видів та застосовуваних засобів, методів, умов трансформацій будівель, визначення їх рентабельності. Практична цінність дослідження полягає в можливості втілення результатів в проектуванні та будівництві універсальних залів багатоцільового призначення: театральних, виставкових, спортивних та торгових споруд.
Надалі сфера наукових інтересів В. Т. Семенова стосується стратегії розвитку урбанізованих територій, управління міським розвитком, удосконалення законодавчої та нормативно-правової бази в галузі містобудування.
Із 1980 р. Владлен Трохимович архітектурну діяльність поєднує з науково-педагогічною роботою в Університеті на посаді завідувача кафедри архітектури. У 1997 р. він був обраний проректором з наукової роботи.
Працюючи на цій посаді, Владлен Трохимович брав активну участь у багатьох українських і міжнародних науково-технічних конференціях, плідно займався науковою та навчально-методичною роботою, підготовкою науково-педагогічних кадрів.
За ініціативою ректорату Університету та за підтримки виконавчого комітету Харківської міської Ради, під безпосереднім керівництвом професора В. Т. Семенова в Університеті було відкрито «Центр Мегаполіс», який включає: лабораторію високих технологій та інформаційних систем в міському господарстві, постійно діючу виставку досягнень вчених Університету та профільних підприємств і організацій.
Мета створення Центру — підвищення науково-технічного рівня студентів, аспірантів, викладачів, співробітників комунальної сфери, забезпечення її кваліфікованими кадрами; активація наукової та виробничої діяльності Університету, посилення його ролі в розвитку місцевого самоврядування та реформування житлово-комунального господарства. В роботі Центру можуть брати участь представники факультетів та кафедр Університету, а також співробітники науково-дослідницьких, проектних та комунальних підприємств, які працюють у сфері міського господарства.
Протягом 2000–2002 рр. Владлен Трохимович був заступником керівника міжнародної програми TACIS «Міський проект», яка виконувалася за підтримки мерії м. Лілля (Франція) та міського виконавчого комітету м. Харкова. Брав активну участь у розробці та впровадженні навчального проекту на заснування навчально-консультаційного центру освітньої організації «Фітіла» у м. Патра (Греція). Сьогодні Владлен Трохимович — завідувач кафедри міського будівництва, читає свій спецкурс з проблем сучасної архітектури та містобудування, що враховує останні наукові дослідження.
Слухачами його лекцій є студенти, магістри, аспіранти та фахівці у галузі архітектури. Його учні успішно працюють в університетах, на підприємствах України та багатьох інших країн. Приділяючи велику увагу вихованню кадрів високої кваліфікації, В. Т. Семенов підготував трьох кандидатів архітектури. За сумлінну працю Владлен Трохимович нагороджений багатьма почесними грамотами, дипломами та медалями. У 2000 р. за свій внесок у науково-педагогічну діяльність був відзначений знаком «Відмінник освіти України».
За останні роки як науковий керівник брав участь у розробці: «Концепції системного розвитку м. Харкова до 2010 р.»; «Програм реформування житлово-комунального господарства м. Харкова та області»; «Програми підвищення ефективності місцевого самоврядування м. Харкова»; «Програми розвитку і реформування житлово-комунального господарства м. Харкова на 2003–2010 рр.»; «Програми підвищення якості питної води» (2006 р.); «Концепції організації обслуговування дорожнього господарства м. Харкова» (2008 р.) та ін.
Із 2000 р. здійснював наукове керівництво українсько-французьким проектом «Міський проект» (2001–2003 рр.). Владлен Трохимович — ініціатор проведення щорічних науково-практичних конференцій «Сталий розвиток міст» у ХНУМГ ім. О. М. Бекетова. За високий науково-педагогічний рівень, професійні та людські якості, забезпечення дієвих результатів дорученої йому роботи у 2004 р. Владлену Трохимовичу Семенову було присвоєно звання «Заслужений професор Харківської національної академії міського господарства» (Університет).

## Майстер гліптики
Семенов В. Т. — художник гліптики (мистецтва різьблення на кольорових та дорогоцінних каміннях, гемах). Його колекція, створена протягом більше ніж 40 років, налічує 360 творів, вирізьблених із каменю. Митець вважає, що в кожному камені відбито певний образ. І тому, не прибирає зайве, як це роблять скульптори, а навпаки, намагається якомога менше втручатись у вікову історію пород.
Владлен Трохимович відкрив для себе таємний світ каміння більше 40 років тому. У молодому віці, для своєї дружини, знайшов камінець, який нагадував її обличчя. Декілька годин кропіткої роботи і було створено першу роботу майстра гліптики. Кожного року захоплення різьбленням по каменю набирало все нові висоти та вийшло на професійний рівень.
Геми — це унікальні експонати, в яких є свій характер, особливість і філософія. В них відбита висока ерудиція, фантазія художника, вміння розгледіти у камінні різноманітність скульптурної мініатюри — від історичних облич, літературних персонажів до гротескно побачених образів.
Вони, безумовно, відкривають деякі штрихи самого автора як особистості: розкутість мислення, легкість оцінювання, завзятість, наполегливість, цілеспрямованість. Геми Владлена Трохимовича можна зустріти в музеях, приватних колекціях та на виставках в Україні та за її межами: Київ (Україна) — Будинок архітекторів (1987 р.); Москва (Росія) — Міжнародна асамблея великих регіонів та столиць (2011 р.); Харків (Україна) — Харківський обласний організаційно-методичний центр культури і мистецтв (2012 р.) та ін.

## Публікації
В. Т. Семенов — автор та співавтор майже 200 наукових праць, зокрема:
- 7 монографій;
- понад 135 наукових статей та тез доповідей;
- 28 навчальних видань;
- 8 інформаційно-виробничих та інших видань;
- 12 винаходів.

Він входить до складу редакційних колегій багатьох наукових видань. Під керівництвом професора В. Т. Семенова виконано 34 наукових розробки, впроваджено програми розвитку, концепції та пропозиції для м. Харкова та області, м. Дніпропетровська та Луганської області.
В. Т. Семеновим було підготовлено декілька видань, присвячених м. Харкову. У 1986 р. було видано альбом «Харків. Архітектура, пам'ятники». За допомогою фотозйомки з гелікоптера було зроблено близько 200 світлин, на яких відображено архітектуру і скульптурні пам'ятники одного з найбільших міст України.
За ініціативи В. Т. Семенова у 1991 р. розпочато видавництво щомісячного інформаційно-ілюстрованого огляду «Перспективы. Город и культура». На сторінках цього видання друкувалися проекти розвитку інфраструктури та архітектурного обличчя м. Харкова.
У 2004 р. Владлен Трохимович брав участь у створенні монографії «Харків-350».
Книга містить історичний екскурс у минуле м. Харкова, характеристику економіки, інфраструктури, інформацію про видатних харків'ян, сучасне бачення шляхів вирішення складних проблем перехідного періоду, стратегію розвитку м. Харкова й удосконалення механізмів місцевого самоврядування.
Список опублікованих праць, наукових розробок та винаходів професора В. Т. Семенова див. у розділі «Посилання».